# Immoble al carrer Nou, 37-39
L'Immoble al carrer Nou, 37-39 és una obra neoclàssica de Breda (Selva) protegida com a Bé Cultural d'Interès Local.

## Descripció
Edificació de tres cossos que consta de planta baixa i dos pisos amb la coberta a dues aigües de teula àrab i el carener paral·lel a la façana principal. A la planta baixa, la porta d'entrada està situada a la part central, mentre que les dues finestres estan als laterals. A les dues plantes superiors hi ha tres balcons per planta disposats de manera simètrica. Totes les obertures són amb llinda i no estan emmarcades, a excepció de la porta d'entrada. Destaquen per la seva ornamentació les baranes dels balcons i les reixes de les finestres.
El carrer Nou, conegut amb aquest nom des del segle xviii, esdevé el nexe d'unió entre el nucli de la vila format al voltant de l'església i el monestir i el nucli entorn de l'hospital vell i can Trunes. La banda nord del carrer es deu acabar de parcel·lar els segles XVII i XVIII, mentre que la banda sud forma part de les hortes del monestir i no es parcel·la fins al segle xix, després de la desamortització.